# Persone di nome Alessio
| Questa pagina contiene informazioni ricavate automaticamente dalle voci biografiche con l'ausilio del template Bio e di un bot. L'aggiornamento è periodico e automatico e ricostruisce completamente la pagina. Se manca una persona in questa lista, sei pregato di non aggiungerla, ma accertati piuttosto che la sua voce biografica contenga il template Bio e che i dati anagrafici siano correttamente compilati. Se il template Bio manca, inseriscilo tu stesso o, in alternativa, metti l'avviso {{tmp\|Bio}} che ne segnala la mancanza. Se i dati riportati sono sbagliati, correggi direttamente la voce biografica; le modifiche saranno visibili in questa lista entro pochi giorni. Per chiarimenti vedi il progetto antroponimi. La lista contiene solo le 210 persone che sono citate nell'enciclopedia e per le quali è stato implementato correttamente il template Bio. Pagina aggiornata al 6 ago 2025. |

Questa è una lista di persone presenti nell'enciclopedia che hanno il nome Alessio, suddivise per attività principale.

## Allenatori di calcio(6)
- Alessio Delpiano, allenatore di calcio, dirigente sportivo e ex calciatore italiano (Settimo Torinese, n. 1969)
- Alessio Dionisi, allenatore di calcio e ex calciatore italiano (Abbadia San Salvatore, n. 1980)
- Alessio Lisci, allenatore di calcio italiano (Roma, n. 1985)
- Alessio Pala, allenatore di calcio e ex calciatore italiano (Bergamo, n. 1965)
- Alessio Scarpi, allenatore di calcio e ex calciatore italiano (Jesolo, n. 1973)
- Alessio Tacchinardi, allenatore di calcio e ex calciatore italiano (Crema, n. 1975)

## Allenatori di calcio a 5(1)
- Alessio Musti, allenatore di calcio a 5 e ex giocatore di calcio a 5 italiano (Roma, n. 1974)

## Ammiragli(1)
- Alessio Mosele, ammiraglio bizantino († 921)

## Archeologi(1)
- Alessio De Bon, archeologo italiano (Rizzios, n. 1898 - Feltre, † 1957)

## Architetti(1)
- Alessio Tramello, architetto italiano (Borgonovo Val Tidone, n. 1455 - Piacenza, † 1535)

## Arcivescovi ortodossi(2)
- Alessio II, arcivescovo ortodosso russo (Tallinn, n. 1929 - Peredelkino, † 2008)
- Alessio, arcivescovo ortodosso russo († 1378)

## Artisti marziali misti(2)
- Alessio Di Chirico, ex artista marziale misto e ex giocatore di football americano italiano (Roma, n. 1989)
- Alessio Sakara, artista marziale misto, conduttore televisivo e attore italiano (Roma, n. 1981)

## Attori(9)
- Alessio Boni, attore italiano (Sarnico, n. 1966)
- Alessio Caruso, attore italiano (Bologna, n. 1961)
- Alessio Di Clemente, attore italiano (Firenze, n. 1967)
- Alessio Gallo, attore italiano (Napoli, n. 1990)
- Alessio Lapice, attore italiano (Castellammare di Stabia, n. 1991)
- Alessio Orano, attore italiano (Verona, n. 1945)
- Alessio Praticò, attore italiano (Reggio Calabria, n. 1986)
- Alessio Sardelli, attore italiano (Firenze, n. 1956)
- Alessio Vassallo, attore italiano (Palermo, n. 1983)

## Attori pornografici(1)
- Alessio Romero, attore pornografico messicano (Città del Messico, n. 1971)

## Autori televisivi(1)
- Alessio Tagliento, autore televisivo, scrittore e regista teatrale italiano (Milano, n. 1970)

## Aviatori(1)
- Alessio Neri, aviatore e militare italiano (Novi di Modena, n. 1911 - Lleida, † 1937)

## Baritoni(1)
- Alessio Arduini, baritono italiano (Desenzano del Garda)

## Bassi(1)
- Alessio Soley, basso italiano (Savigliano, n. 1884 - Torino, † 1947)

## Calciatori(24)
- Alessio Badari, ex calciatore italiano (Luzzara, n. 1946)
- Alessio Bandieri, ex calciatore italiano (Pavullo nel Frignano, n. 1974)
- Alessio Besio, calciatore svizzero (San Gallo, n. 2004)
- Alessio Brogi, ex calciatore italiano (San Giovanni Valdarno, n. 1966)
- Alessio Campagnacci, calciatore italiano (Foligno, n. 1987)
- Alessio Castro-Montes, calciatore belga (Sint-Truiden, n. 1997)
- Alessio Cerci, ex calciatore italiano (Velletri, n. 1987)
- Alessio Cragno, calciatore italiano (Fiesole, n. 1994)
- Alessio Curci, calciatore lussemburghese (Redange, n. 2002)
- Alessio Da Cruz, calciatore capoverdiano (Almere, n. 1997)
- Alessio Iovine, ex calciatore italiano (Como, n. 1991)
- Alessio Peri, calciatore italiano
- Alessio Pirri, ex calciatore italiano (Cremona, n. 1976)
- Alessio Raballo, calciatore cubano (Torino, n. 2006)
- Alessio Romagnoli, calciatore italiano (Anzio, n. 1995)
- Alessio Sabbione, calciatore italiano (Genova, n. 1991)
- Alessio Sarti, ex calciatore italiano (Firenze, n. 1979)
- Alessio Scarchilli, ex calciatore italiano (Roma, n. 1972)
- Alessio Stamilla, calciatore italiano (Gela, n. 1983)
- Alessio Tendi, ex calciatore italiano (Firenze, n. 1953)
- Alessio Tribuzzi, calciatore italiano (Roma, n. 1998)
- Alessio Viola, calciatore italiano (Oppido Mamertina, n. 1990)
- Alessio Vita, calciatore italiano (Roma, n. 1993)
- Alessio Zerbin, calciatore italiano (Novara, n. 1999)

## Canottieri(1)
- Alessio Sartori, canottiere italiano (Terracina, n. 1976)

## Cantanti(2)
- Alessio Bernabei, cantante italiano (Tarquinia, n. 1992)
- Alessio Garavello, cantante e chitarrista italiano (Legnago, n. 1981)

## Cantautori(5)
- Alessio Bonomo, cantautore italiano (Napoli, n. 1970)
- Alessio Colombini, cantautore e arrangiatore italiano (Livorno, n. 1951)
- Artù, cantautore italiano (Roma, n. 1982)
- Alessio Lega, cantautore italiano (Lecce, n. 1972)
- Maninni, cantautore italiano (Bitetto, n. 1997)

## Cardinali(2)
- Alessio, cardinale italiano (Roma - Roma, † 1189)
- Alessio Ascalesi, cardinale e arcivescovo cattolico italiano (Casalnuovo, n. 1872 - Napoli, † 1952)

## Cestisti(1)
- Alessio Bolis, cestista italiano (Iseo, n. 1997)

## Chitarristi(1)
- Alessio Menconi, chitarrista italiano (Genova, n. 1970)

## Ciclisti su strada(5)
- Alessio Antonini, ex ciclista su strada e dirigente sportivo italiano (Salò, n. 1949)
- Alessio Barbagli, ex ciclista su strada italiano (San Giovanni Valdarno, n. 1969)
- Alessio Galletti, ciclista su strada italiano (Pisa, n. 1968 - Oviedo, † 2005)
- Alessio Martinelli, ciclista su strada italiano (Sondalo, n. 2001)
- Alessio Signego, ex ciclista su strada italiano (Sarzana, n. 1983)

## Compositori(1)
- Alessio Prati, compositore italiano (Ferrara, n. 1750 - Ferrara, † 1788)

## Conduttori radiofonici(1)
- Alessio Bertallot, conduttore radiofonico, cantante e disc jockey italiano (Aosta, n. 1962)

## Danzatori(1)
- Alessio Carbone, danzatore italiano (Stoccolma, n. 1978)

## Designer(1)
- Alessio Tasca, designer e ceramista italiano (Nove, n. 1929 - Heilbronn, † 2020)

## Direttori della fotografia(1)
- Alessio Gelsini Torresi, direttore della fotografia italiano (Roma, n. 1951)

## Direttori di banda(1)
- Alessio Olivieri, direttore di banda e compositore italiano (Genova, n. 1830 - Cremona, † 1867)

## Dirigenti sportivi(3)
- Alessio Di Basco, dirigente sportivo e ex ciclista su strada italiano (Vecchiano, n. 1964)
- Alessio Secco, dirigente sportivo italiano (Torino, n. 1970)
- Alessio Sestu, dirigente sportivo e ex calciatore italiano (Roma, n. 1983)

## Discoboli(1)
- Alessio Mannucci, discobolo italiano (Livorno, n. 1998)

## Doppiatori(6)
- Alessio Buccolini, doppiatore italiano (Roma, n. 1971)
- Alessio Cigliano, doppiatore, direttore del doppiaggio e dialoghista italiano (Roma, n. 1966)
- Alessio De Filippis, doppiatore italiano (Roma, n. 1982)
- Alessio Nissolino, doppiatore italiano (Roma, n. 1990)
- Alessio Puccio, doppiatore, direttore del doppiaggio e attore italiano (Roma, n. 1986)
- Alessio Ward, doppiatore e direttore del doppiaggio italiano (Roma, n. 1988)

## Fotografi(1)
- Alessio Paduano, fotografo italiano (Napoli, n. 1984)

## Fotoreporter(1)
- Alessio Romenzi, fotoreporter italiano (Colle Sant'Angelo, n. 1974)

## Fumettisti(2)
- Alessio Coppola, fumettista italiano (Roma, n. 1958)
- Alessio Spataro, fumettista e disegnatore italiano (Catania, n. 1977)

## Funzionari(1)
- Alessio Lascaris Filantropeno, funzionario bizantino

## Generali(8)
- Alessio Axuch, generale bizantino († 1187)
- Alessio Brana, generale e nobile bizantino (Adrianopoli - Costantinopoli, † 1187)
- Alessio Filantropeno, generale bizantino
- Alessio Gidos, generale bizantino († 1194)
- Alessio Mosele, generale bizantino
- Alessio Raulo, generale e nobile bizantino
- Alessio Melisseno Strategopulo, generale bizantino
- Alessio Xifea, generale bizantino († 1007)

## Gesuiti(1)
- Alessio Narbone, gesuita e storico italiano (Caltagirone, n. 1789 - Palermo, † 1860)

## Giocatori di calcio a 5(1)
- Alessio Felicino, giocatore di calcio a 5 italiano (Roma, n. 1981 - Perugia, † 2022)

## Giocatori di football americano(1)
- Alessio D'Ascenzo, ex giocatore di football americano, allenatore di football americano e dirigente sportivo italiano (Milano, n. 1979)

## Giocatori di poker(1)
- Alessio Isaia, giocatore di poker italiano (Roccabruna, n. 1986)

## Giornalisti(5)
- Alessio De Giorgi, giornalista e imprenditore italiano (Genova, n. 1969)
- Alessio Orsingher, giornalista e conduttore televisivo italiano (Massa, n. 1986)
- Alessio Vinci, giornalista, conduttore televisivo e manager italiano (Lussemburgo, n. 1968)
- Alessio Viola, giornalista e conduttore televisivo italiano (Roma, n. 1975)
- Alessio Zucchini, giornalista, conduttore televisivo e blogger italiano (Umbertide, n. 1973)

## Giuristi(2)
- Alessio Fontana, giurista italiano (Sassari - Sassari, † 1558)
- Alessio Zaccaria, giurista italiano (Ferrara, n. 1955 - Ferrara, † 2025)

## Hockeisti in-line(1)
- Alessio Crivellari, hockeista in-line italiano (Torino, n. 1987)

## Hockeisti su ghiaccio(1)
- Alessio Bertaggia, hockeista su ghiaccio svizzero (Lugano, n. 1993)

## Imperatori(10)
- Alessio III di Trebisonda, imperatore bizantino (Costantinopoli, n. 1338 - Trebisonda, † 1390)
- Alessio V di Trebisonda, imperatore bizantino (n. 1454 - Costantinopoli, † 1463)
- Alessio II di Trebisonda, imperatore bizantino (n. 1282 - Trebisonda, † 1330)
- Alessio IV di Trebisonda, imperatore bizantino (Trebisonda, n. 1379 - † 1429)
- Alessio III Angelo, imperatore bizantino (Nicea, † 1211)
- Alessio IV Angelo, imperatore bizantino (Costantinopoli, † 1204)
- Alessio V Ducas, imperatore bizantino (Costantinopoli, † 1204)
- Alessio II Comneno, imperatore bizantino (Costantinopoli, n. 1169 - Costantinopoli, † 1183)
- Alessio I Comneno, imperatore bizantino (Costantinopoli, n. 1057 - Costantinopoli, † 1118)
- Alessio I di Trebisonda, imperatore bizantino (Costantinopoli, n. 1182 - Trebisonda, † 1222)

## Ingegneri(1)
- Alessio Agliardi, ingegnere e architetto italiano (Arcene, n. 1443 - † 1526)

## Lunghisti(1)
- Alessio Rimoldi, lunghista e golfista italiano (Magenta, n. 1976)

## Maratoneti(1)
- Alessio Faustini, ex maratoneta e mezzofondista italiano (Roma, n. 1960)

## Matematici(1)
- Alessio Figalli, matematico italiano (Roma, n. 1984)

## Militari(4)
- Alessio Caronte, militare bizantino
- Alessio Beccaguto, militare e ingegnere italiano (Mantova - Mantova, † 1528)
- Alessio Bertolotti, militare italiano (Reggiolo, † 1597)
- Alessio De Vito, militare italiano (Summonte, n. 1906 - Summonte, † 1982)

## Monaci cristiani(1)
- Alessio I, monaco cristiano e arcivescovo ortodosso russo (Mosca, n. 1877 - Peredelkino, † 1970)

## Montatori(1)
- Alessio Doglione, montatore italiano (Novara, n. 1967)

## Musicisti(1)
- Alessio Vlad, musicista italiano (Roma, n. 1955)

## Nobili(10)
- Alessio Slavo, nobile bulgaro
- Alessio d'Assia-Philippsthal-Barchfeld, nobile (Burgsteinfurt, n. 1829 - Herleshausen, † 1905)
- Alessio Angelo Filantropeno, nobile bizantino
- Alessio Comneno, nobile bizantino (Macedonia, n. 1106 - Attalia, † 1142)
- Alessio Comneno, nobile bizantino (Costantinopoli - Costantinopoli)
- Alessio Ducas Filantropeno, nobile e ammiraglio bizantino († 1275)
- Alessio File, nobile e generale bizantino
- Alessio Interminelli, nobile italiano
- Alessio Lascaris, nobile bizantino
- Alessio Mosele, nobile e generale bizantino

## Nuotatori(3)
- Alessio Boggiatto, ex nuotatore italiano (Moncalieri, n. 1981)
- Alessio Occhipinti, nuotatore italiano (Roma, n. 1996)
- Alessio Proietti Colonna, nuotatore italiano (Roma, n. 1998)

## Organari(1)
- Alessio Verati, organaro italiano

## Orientisti(1)
- Alessio Tenani, orientista italiano (Bazzano, n. 1979)

## Pallamanisti(1)
- Alessio Moretti, pallamanista italiano (Segrate, n. 1994)

## Pallavolisti(1)
- Alessio Fiore, pallavolista italiano (Taranto, n. 1982)

## Patrioti(1)
- Alessio Tulli, patriota e storico italiano (Teramo, n. 1739 - Borgo Velino, † 1799)

## Pattinatori di velocità su ghiaccio(1)
- Alessio Trentini, pattinatore di velocità su ghiaccio italiano (Trento, n. 1994)

## Pediatri(1)
- Alessio Fasano, pediatra italiano (Salerno, n. 1956)

## Personaggi televisivi(1)
- Alessio Giannone, personaggio televisivo e youtuber italiano (Bari, n. 1979)

## Pianisti(1)
- Alessio Bax, pianista italiano (Bari, n. 1977)

## Piloti automobilistici(3)
- Alessio Deledda, pilota automobilistico italiano (Genzano di Roma, n. 1994)
- Alessio Lorandi, ex pilota automobilistico italiano (Salò, n. 1998)
- Alessio Rovera, pilota automobilistico italiano (Varese, n. 1995)

## Piloti motociclistici(3)
- Alessio Chiodi, pilota motociclistico italiano (Salò, n. 1973)
- Alessio Corradi, pilota motociclistico italiano (Guastalla, n. 1976)
- Alessio Perilli, pilota motociclistico italiano (Roma, n. 1983 - Assen, † 2004)

## Pittori(4)
- Alessio De Marchis, pittore italiano (Napoli, n. 1684 - Urbino, † 1752)
- Alessio Gemignani, pittore italiano (Pistoia, n. 1567 - Roma, † 1651)
- Alessio Issupoff, pittore russo (Vjatka, n. 1889 - Roma, † 1957)
- Alessio Paternesi, pittore e scultore italiano (Civita Castellana, n. 1937 - Viterbo, † 2023)

## Poeti(2)
- Alessio Di Giovanni, poeta e drammaturgo italiano (Cianciana, n. 1872 - Palermo, † 1946)
- Alessio Vailati, poeta e scrittore italiano (Monza, n. 1975)

## Politici(9)
- Alessio Apocauco, politico e ammiraglio bizantino (Bitinia - Costantinopoli, † 1345)
- Alessio Bonciani, politico italiano (Firenze, n. 1972)
- Alessio Butti, politico italiano (Como, n. 1964)
- Alessio Coronini Cronberg, politico e nobiluomo italiano (Roma, n. 1899 - Gorizia, † 1979)
- Alessio De Sariis, politico, giudice e scrittore italiano (Matera)
- Alessio Pasquini, politico italiano (Cavriglia, n. 1930 - Arezzo, † 2011)
- Paolo Pesci, politico italiano (Frosinone, n. 1932)
- Alessio Tacconi, politico italiano (Verona, n. 1977)
- Alessio Villarosa, politico italiano (Barcellona Pozzo di Gotto, n. 1981)

## Presbiteri(2)
- Alessio Falanga, presbitero e francescano italiano (Napoli, n. 1940 - Fondi, † 2002)
- Alessio Simmaco Mazzocchi, presbitero, filologo e biblista italiano (Villa Santa Maria Maggiore, n. 1684 - Napoli, † 1771)

## Principi(2)
- Alessio I di Bentheim-Steinfurt, principe tedesco (n. 1781 - † 1866)
- Alessio Federico Cristiano di Anhalt-Bernburg, principe tedesco (Ballenstedt, n. 1767 - Ballenstedt, † 1834)

## Pugili(1)
- Alessio Di Savino, ex pugile italiano (Roma, n. 1984)

## Rapper(1)
- Murubutu, rapper e cantautore italiano (Reggio Emilia, n. 1975)

## Registi(5)
- Alessio Cremonini, regista e sceneggiatore italiano (Roma, n. 1973)
- Alessio De Leonardis, regista e sceneggiatore italiano (Roma, n. 1982)
- Alessio Di Cosimo, regista e sceneggiatore italiano (Roma, n. 1985)
- Alessio Maria Federici, regista e attore italiano (Roma, n. 1976)
- Alessio Liguori, regista italiano (n. 1981)

## Religiosi(1)
- Alessio Falconieri, religioso e santo italiano (Firenze - Vaglia, † 1310)

## Rugbisti a 15(2)
- Alessio Galante, ex rugbista a 15 italiano (Varese, n. 1983)
- Alessio Zdrilich, rugbista a 15 italiano (Ospitaletto, n. 1993)

## Saltatori con gli sci(1)
- Alessio Bolognani, ex saltatore con gli sci italiano (Cavalese, n. 1983)

## Santi(1)
- Alessio di Roma, santo e nobile romano (Roma - Roma, † 412)

## Scacchisti(1)
- Alessio Valsecchi, scacchista italiano (Bergamo, n. 1992)

## Schermidori(2)
- Alessio Foconi, schermidore italiano (Roma, n. 1989)
- Alessio Sarri, schermidore italiano (Roma, n. 1973)

## Sciatori alpini(1)
- Alessio Miggiano, sciatore alpino svizzero (n. 2002)

## Scrittori(5)
- Alessio Arena, scrittore e cantautore italiano (Napoli, n. 1984)
- Alessio Forgione, scrittore italiano (Napoli, n. 1986)
- Alessio Macrembolite, scrittore, filosofo e politico bizantino
- Alessio Piemontese, scrittore italiano
- Alessio Torino, scrittore e latinista italiano (Urbino, n. 1975)

## Scultori(1)
- Alessio Deli, scultore italiano (Marino, n. 1981)

## Sovrani(1)
- Alessio Michajlovič, sovrano (Mosca, n. 1629 - Mosca, † 1676)

## Tennisti(1)
- Alessio Di Mauro, ex tennista italiano (Siracusa, n. 1977)

## Tenori(1)
- Alessio De Paolis, tenore italiano (Roma, n. 1893 - New York, † 1964)

## Terroristi(1)
- Alessio Casimirri, ex terrorista italiano (Roma, n. 1951)

## Vescovi(1)
- Alessio I Studita, vescovo bizantino (Costantinopoli, † 1043)

## Vescovi cattolici(1)
- Alessio Ignazio Marucchi, vescovo cattolico italiano (Saluzzo, n. 1695 - † 1754)

## Senza attività specificata(3)
- Alessio Bombaci, turcologo e arabista italiano (Castroreale, n. 1914 - Napoli, † 1979)
- Alessio Di Mauro, vignettista e giornalista italiano (Roma, n. 1974)
- Alessio Scaggiante, damista italiano (Treviso, n. 1997)